# Kazumi Watanabe
Kazumi Watanabe (渡辺香津美?, Watanabe Kazumi; Tokyo, 14 ottobre 1953) è un chitarrista e compositore giapponese.
È considerato uno dei più importanti chitarristi jazz e jazz fusion a livello internazionale.

## Biografia
Kazumi ha imparato a suonare la chitarra da Sadanori Nakamure, considerato uno dei più famosi maestri di chitarra giapponesi. Ha pubblicato la sua prima registrazione nel 1971 e subito divenne in tutto e per tutto un promettente chitarrista. Nel 1979 formò una all-star band con alcuni dei più importanti musicisti giapponesi e registrò l'album Kylyn, che è considerato un capolavoro della musica fusion.
Durante gli anni Ottanta Watanabe pubblicò un numero considerevole di album jazz-rock. To Chi Ka (1980), con le sue influenze
funk e il suono limpido, è probabilmente il più famoso tra i primi lavori. Alcuni album successivi, come Mobo Club (1983) e Mobo Splash (1985), rivelano tendenze più sperimentali. Ma il più famoso di tutti è Spice of Life(1987), composto con uno stile fortemente melodico. Un DVD è stato tratto dal tour di Spice of Life, a cui hanno parteciparo il batterista Bill Bruford ed il bassista Jeff Berlin (che suona anche nella versione registrata in studio). Negli anni Novanta Kazumi ha messo insieme una band tutta giapponese chiamata Resonance Vox (Vagabonde Suzuki al basso, Rikiya Higashihara alla batteria, Tomohiro Yahiro alle percussioni), con la quale ha pubblicato numerosi album fusion.
Watanabe ha lavorato con numerosi musicisti, come Steve Gadd, Tony Levin, Jeff Berlin, Bill Bruford, Sly and Robbie, Wayne Shorter, Patrick Moraz, Marcus Miller, Richard Bona, e Peter Erskine,Ryuichi Sakamoto. Dal 1996 è visiting professor di musica presso il Senzoku Gakuen College. È un sostenitore delle chitarre Steinberger e Paul Reed Smith e per numerose volte è stato nominato Chitarrista dell'Anno dalla rivista Swing Journal.

## Discografia
- Infinite (1971)
- Monday Blues
- Endless Way (1974)
- Milky Shade (1976)
- Olive's Step (1977)
- Mermaid Boulevard (1978)
- Lonesome Cat (1978) Denon Records
- Tokyo Joe (1978)
- Village in Bubbles
- Kylyn (1979)
- Kylyn Live (1979)
- To Chi Ka (1980)
- Talk You All Tight (1981)
- Dogatana (1981)
- Ganesia
- Mobo, Vol. 1 (1982)
- Mobo, Vol. 2 (1983)
- Mobo Club (1983)
- Mobo Splash (1985)
- The Spice of Life (1987)
- The Spice of Life Too (1988)
- Kilowatt (1989)
- Romanesque (1990)
- Pandora (1991)
- O.X.O
- Resonance Vox
- Jigo-Jtoku
- Oyatsu (1994)
- Oyatsu 2 (1995)
- Esprit (1996)
- Dandyism (1998)
- Dear Tokyo (2001)
- One for All (1999)
- Beyond the Infinite (Kazumi Watanabe album) (2001)
- Guitar Renaissance (2003)
- Mo' Bop (2003)
- Mo' Bop II (2004)
- Guitar Renaissance 2 (2005)
- Guitar Renaissance 3 (2006)
- Mo' Bop III (2006)
- Guitar Renaissance 4 (2011)

## Compilation
- Kazumi's Music File 84-94
- Better Days of Kazumi Watanabe

## DVD
- Forbidden Plays (1998)
- Australia Land of Dreams (1999)
- The Spice of Life in Concert (2004)
- Mo' Bop (2005)